# Kamelberg
Der Kamelberg zählt mit einer Höhe von 2194 m zu den höchsten Bergen Namibias und ist Teil der Auasberge südöstlich von Windhoek, einer rund 50 km langen Gebirgskette mit einer Breite von nur 10 km, die Kammlinie ist durchschnittlich auf 2000 m.